# Andrzej Masłowski
Andrzej Masłowski (ur. 30 listopada 1766 w Chojnicach, zm. 8 grudnia 1828 w Poznaniu) – polski zegarmistrz, wynalazca i skrzypek amator.

## Życiorys
Naukę (terminowanie) rozpoczął pomiędzy 15 a 18 rokiem życia (być może początkowo nie kształcił się na zegarmistrza). W 1789 był już mistrzem i prawdopodobnie w tym czasie zamieszkał w Poznaniu, otwierając tam zakład (najpewniej zdobył też posadę zegarmistrza miejskiego).
Wykonał w tych latach model zegara z tzw. skaczącą sekundą (seconde morte), czyli z sekundnikiem poruszającym się skokami co sekundę (w owym czasie w zegarach sekundniki w pierwszym momencie cofały się nieco, by dopiero potem ruszyć w przód). Być może była to udana kopia któregoś z wytworów przodującego genewskiego zegarmistrza – Jeana-Moisé Pouzaita. Sam fakt wykonania tak precyzyjnego urządzenia świadczy o tym, że Masłowski posiadał warsztat wyposażony na najwyższym europejskim poziomie.
Kolejnym zegarem skonstruowanym przez niego był tzw. monochord (w antyku słowo to oznaczało przyrząd mierniczy służący do określania stosunków długości struny do wysokości dźwięku) – wybijał on kolejne godziny różnymi tonami, co umożliwiało ocenę czasu bez patrzenia na tarczę. Było to najprawdopodobniej oryginalne rozwiązanie Masłowskiego.
Około 1804 wykonał całkowicie nowy instrument muzyczny – klawikord harmoniczny zwany też coelizonem. Był to czterooktawowy instrument strunowy, zamiast klawiatury posiadający szereg prętów zróżnicowanej grubości i długości. Pręty były trącane palcami i przekazywały swe drgania na struny. Instrument spodobał się poznańskiej publiczności i 10 kwietnia 1805 zaprezentowany został w Berlinie, na tamtejszej Akademii (23 kwietnia dano koncert otwarty dla publiczności). 23 maja 1805 koncertu na tym instrumencie wysłuchał król Fryderyk Wilhelm III. Zadowolony podarował wynalazcy tysiąc talarów.
W 1806 odbyła się w Rogalinie próba maszyny latającej, której konstrukcję inspirował hrabia Edward Raczyński. Urządzenie składało się z taftowego spadochronu i skrzydeł łączonych jedwabnymi sznurkami. Próba lotu zakończyła się niepowodzeniem.
Po tym czasie wrócił do pracy zegarmistrzowskiej. W 1811 wydał Zbiór wiadomości potrzebnych naprawiającym także i noszącym zegarki. Była to pierwsza w języku polskim książka o zegarach mechanicznych i sztuce ich naprawy – podręcznik dla zegarmistrzów. Miała 36 stron i sygnowana była tylko inicjałami (A.M.).
Oprócz powyższego Masłowski był zdolnym skrzypkiem – koncertował nawet na dworze Antoniego Henryka Radziwiłła (np. w 1815). Należał też do poznańskiej loży wolnomularskiej "Świątynia Jedności". W latach 1806–1807 pełnił natomiast funkcję skarbnika Komitetu Ofiary Narodowej.
Zmarł 8 grudnia 1828 i pochowany został na cmentarzu na Wzgórzu Świętego Wojciecha w Poznaniu, być może (jako wolnomularz) poza jego obrębem. Jego płyta nagrobna nie zachowała się.

## Życie rodzinne
Jego pierwszą żoną była Brygitta Lange (zm. między 1805, a 1808), z którą miał dwóch synów: Leona (1796?–1866) i Sylwestra (1805?–1855?). Około 1820 ożenił się po raz drugi – z Marianną Zadzińską (ur. 1 lipca 1790 w Kcyni, zm. 9 marca 1873). Mieli szóstkę dzieci: Katarzynę (1809–1881), Rozalię Passini (ur. 1814), Helenę Radkiewicz (ur. 1814), Józefę (1818–lata 50. XIX w., zm. w Rawie Mazowieckiej), Mariannę i Jana (ur. 1823). Leon i Sylwester zostali zegarmistrzami.